# Sjednocený tým na Zimních olympijských hrách 1992
Sjednocený tým na Zimních olympijských hrách 1992 zahrnoval sportovce některých republik, které byly součástí nedlouho před tím rozpadlého Sovětského svazu (Rusko, Ukrajina, Bělorusko, Kazachstán, Uzbekistán a Arménie). Reprezentovalo jej 129 sportovců (86 mužů a 43 žen) v 12 sportech.

## Medailisté
| Medaile | Jméno | Sport                | Disciplína                            |
| ------- | --- | -------------------- | ------------------------------------- |
| Zlato   | Jevgenij Redkin | Biatlon              | Muži 20 km                            |
| Zlato   | Anfisa Rezcovová | Biatlon              | Ženy 7.5 km sprint                    |
| Zlato   | Ljubov Jegorovová | Běh na lyžích        | Ženy 10 km stíhací závod (volný styl) |
| Zlato   | Ljubov Jegorovová | Běh na lyžích        | Ženy 15 km (klasicky)                 |
| Zlato   | Jelena Välbeová Raisa Smetaninová Larisa Lazutinová Ljubov Jegorovová | Běh na lyžích        | Ženy štafeta 4 x 5 km                 |
| Zlato   | Viktor Petrenko | Krasobruslení        | Muži jednotlivci                      |
| Zlato   | Natalia Miškutenoková Artur Dmitriev | Krasobruslení        | Sportovní dvojice                     |
| Zlato   | Marina Klimovová Sergei Ponomarenko | Krasobruslení        | Taneční páry                          |
| Zlato   | Michail Štalenkov Andrej Trefilov Nikolaj Chabibulin Dmitrij Mironov Vladimir Malachov Dmitrij Juškevič Darjus Kasparajtis Alexej Žitnik Sergej Zubov Sergej Bautin Igor Kravčuk Andrej Chomutov Vjačeslav Bykov Jurij Chmyljov Nikolaj Borščevskij Igor Boldin Jevgenij Davydov Vitalij Prochorov Sergej Petrenko Alexej Kovaljov Alexej Žamnov Andrej Kovalenko Vjačeslav Bucajev | Lední hokej          | Turnaj mužů                           |
| Stříbro | Světlana Pečerská | Biatlon              | Ženy 15 km                            |
| Stříbro | Valeryj Medvedcev Alexandr Popov Valerij Kirijenko Sergej Čepikov | Biatlon              | Muži štafeta 4 x 7.5 km               |
| Stříbro | Ljubov Jegorovová | Běh na lyžích        | Ženy 5 km (klasicky)                  |
| Stříbro | Ljubov Jegorovová | Běh na lyžích        | Ženy 30 km (volný styl)               |
| Stříbro | Elena Bečkeová Denis Petrov | Krasobruslení        | Sportovní dvojice                     |
| Stříbro | Jelizaveta Koževnikovová | Akrobatické lyžování | Ženy boule                            |
| Bronz   | Jelena Bělovová | Biatlon              | Ženy 7.5 km sprint                    |
| Bronz   | Jelena Bělovová Anfisa Rezcovová Jelena Mělnikovová | Biatlon              | Ženy štafeta 3 x 7.5 km               |
| Bronz   | Jelena Välbeová | Běh na lyžích        | Ženy 5 km (klasicky)                  |
| Bronz   | Jelena Välbeová | Běh na lyžích        | Ženy 10 km stíhací závod (volný styl) |
| Bronz   | Jelena Välbeová | Běh na lyžích        | Ženy 15 km (klasicky)                 |
| Bronz   | Jelena Välbeová | Běh na lyžích        | Ženy 30 km (volný styl)               |
| Bronz   | Maya Usova Alexandr Žulin | Krasobruslení        | Taneční páry                          |
| Bronz   | Julia Alagulova Natalia Isakova Viktoria Troitská Julia Vlasovová | Short track          | Ženy štafeta 3 000 m                  |